# Piekiełko (Berg)
Der Piekiełko ist ein Berg in den polnischen Mittleren Pieninen, einem Gebirgszug der Pieninen, mit 678 Metern Höhe. Er liegt in den Czorsztyner Pieninen. Teilweise wird er auch mit dem niedrigeren Gipfel des Upszar in seiner unmittelbaren Nachbarschaft verwechselt. Der Gipfel liegt ungefähr 200 Meter über dem Tal des Dunajec.

## Lage und Umgebung
Der Piekiełko liegt im Hauptkamm der Pieninen. Südöstlich des Gipfels liegt der untere Dunajec-Durchbruch, nördlich liegt das Tal der Krośnica.

## Etymologie
Der Name Piekiełko lässt sich als Kleine Hölle übersetzen. Der Name rührt von den steilen Almwiesen in seinen Hängen, in denen Pech gewonnen und die als Große und Kleine Hölle bezeichnet wurden. Teilweise wird auch vermutet, dass die Polnischen Brüder Anfang des 17. Jahrhunderts in den Pieninen Gotteshäuser hatten und der Name wäre auf diese zurückzuführen.

## Tourismus
Der Piekiełko liegt im Pieninen-Nationalpark. Er ist für Touristen nicht zugänglich. Er ist jedoch von allen Seiten gut sichtbar.

## Panorama

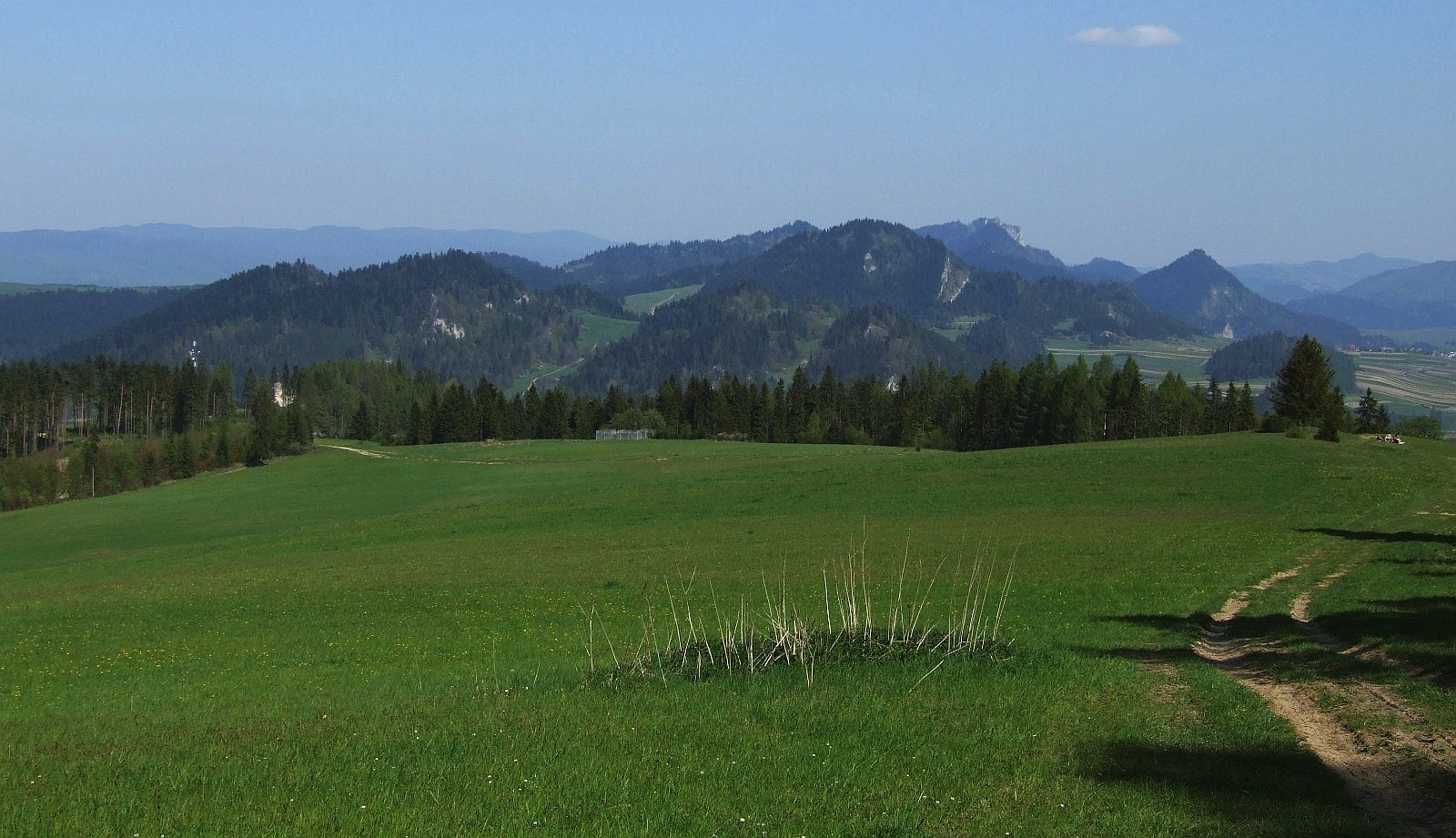
Blick von den Zipser Pieninen auf die Mittleren Pieninen mit dem Piekiełko im Vordergrund